# NGC 1563
NGC 1563 ist eine Elliptische Galaxie vom Hubble-Typ E im Sternbild Eridanus am Südsternhimmel. Sie ist schätzungsweise 413 Millionen Lichtjahre von der Milchstraße entfernt und hat einen Durchmesser von etwa 85.000 Lichtjahren.
Im selben Himmelsareal befinden sich die Galaxien NGC 1561, NGC 1564, NGC 1565, IC 2063.
Das Objekt wurde am 12. November 1885 von Francis Leavenworth entdeckt.